# Чаухамба
Чаухамба, також Бадрінатх (гінді चौखम्बा, англ. Chaukhamba) — масивна гора (гірський масив) у Південній Азії, в гірській групі Ґанґотрі, гірського масиву Ґарвале-Гімал, гірської системи західних Гімалаїв, висотою — 7138 метри. Розташована на території північної частини штату Уттаракханд в Індії.

## Географія

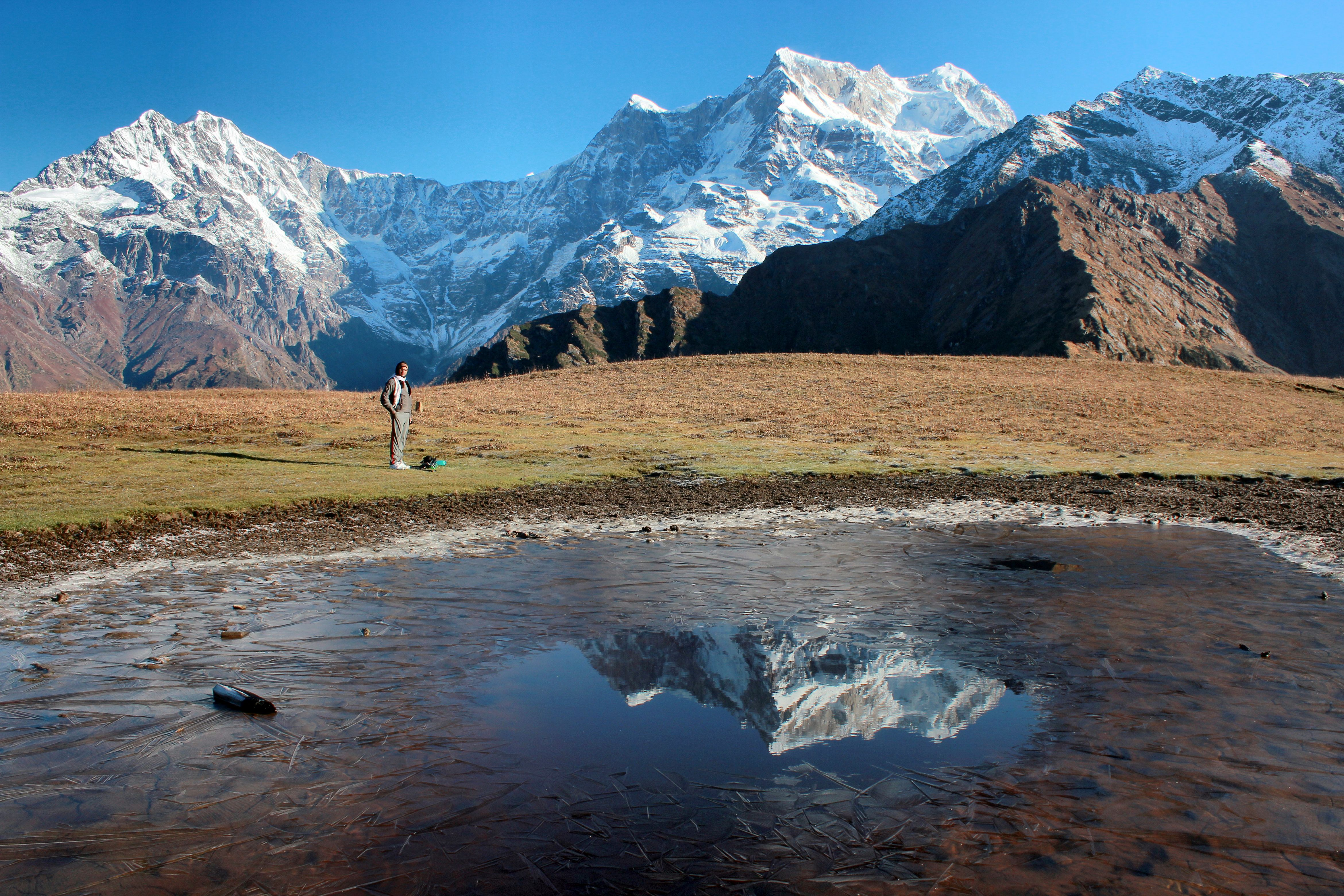
Пік Мандані (ліворуч) та Чаухамба

Масивна гора у гірській групі Ґанґотрі, розташована у гірському масиві Ґарвале-Гімал, в західній частині Гімалаїв, на кордоні округів Уттаркаші та Чамолі індійського штату Уттаракханд, за 20 км на захід від священного індійського міста Бадрінатх, біля витоку льодовика Ґанґотрі і утворює східну частину групи, на крайньому південному сході національного парку Ґанґотрі.
Чаухамба означає «чотири стовпи». Чаухамба (або Чаухамба I, 7138 м) — найвищий пік у групі та у всій західній частині гірського масиву Ґарвале-Гімал. В групі, крім головної вершини є ще три значних піки: Чаухамба II (7058 м, 30°44′08″ пн. ш. 79°16′49″ сх. д. / 30.735639° пн. ш. 79.280230° сх. д.), Чаухамба III (6995 м, 30°43′26″ пн. ш. 79°16′31″ сх. д. / 30.724019° пн. ш. 79.275208° сх. д.) та Чаухамба IV (6854 м, 30°43′27″ пн. ш. 79°15′24″ сх. д. / 30.724240° пн. ш. 79.256798° сх. д.).
На західному схилі масиву починається льодовика Ґанґотрі, який живить праве і головне джерело Гангу, річку Бхаґіратхі. На південно-східному схилі починається Тропічний льодовик, який живить річку Алакнанда, ліву складову Гангу.
Абсолютна висота вершини 7138 метрів над рівнем моря. Відносна висота — 1594 м. За цим показником вершина займає 64-те місце серед ультра-піків Гімалаїв та 7-ме серед ультра-піків історичної області Гархвал. Топографічна ізоляція вершини відносно найближчої вищої гори Мана (7272 м), становить 34,11 км. Найвище сідло вершини, по якому вимірюється її відносна висота — перевал Мана, має висоту 5544 м.

## Історія підкорення
Після невдалих спроб підкорити вершину у 1938 та 1939 роках, Чаухамба була вперше офіційно підкорена 13 червня 1952 року, членами швейцарсько-французької експедиції Люсьєном Джорджем та Віктором Руссенбергером. Вони піднялися через північно-східний схил, з льодовика Бгаґірат-Харак.